# Mark Asigba
Mark Asigba Nyaaba (Accra, 7 luglio 1990) è un calciatore ghanese, difensore svincolato.

## Carriera
Ha giocato nella prima divisione greca con l'Olympiacos, il GAS Veria e il Lamia.